# Berlinul de Est

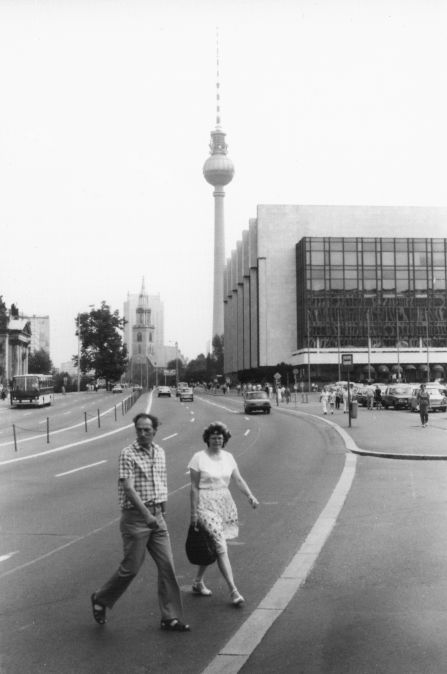
Piața Marx și Engels și Palatul Republicii din Berlinul de Est, în vara anului 1989. Fernsehturm ("Turnul de televiziune") poate fi zărit în depărtare.

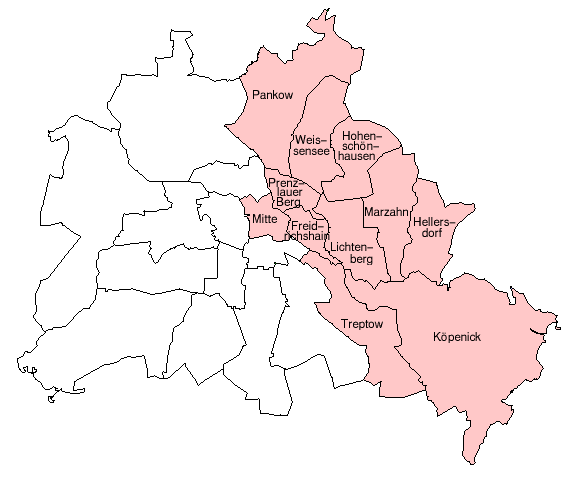
Cartierele Berlinului de Est

Berlinul de Est sau Berlinul Răsăritean a fost numele dat părții răsăritene a Berlinului între anii 1949 și 1990. El a fost format din sectorul sovietic de ocupație a Berlinului, așa cum fusese stabilit în 1945. Sectoarele american, britanic și francez au devenit Berlinul de Vest, care, în multe privințe, era de facto o parte a Germaniei Occidentale. 
În ciuda statutului său de oraș aflat sub ocupație, Berlinul Răsăritean a fost proclamat capitala nou proclamatului stat socialist Germania Răsăriteană. Începând cu 13 august 1961 și până la 9 noiembrie 1989, jumătatea estică a Berlinului a fost separată de cea apuseană de Zidul Berlinului. Denumirea oficială est-germană a orașului a fost simplu "Berlin" sau uneori "Berlin, Hauptstadt der DDR" (Berlin, capitala RDG-ului). Înainte de construirea Zidului Berlinului, se foloseau termenii „Demokratischer Sektor von Berlin” sau „Demokratisches Berlin” (adică, sectorul democrat al Berlinului sau Berlinul democratic).  

## Originile
Acordul de la Potsdam, semnat la sfârșitul celui de-Al Doilea Război Mondial a stabilit cadrul legal al ocupației Germaniei. În conformitate cu prevederile acordului, Germania urma să fie sub suveranitatea celor patru aliați importanți, Statele Unite, Regatul Unit, Franța și Uniunea Sovietică, până când avea să fie instalat un guvern german unic acceptat de toate părțile. Germania urma să fie împărțită în patru zone de ocupație, fiecare urmând să fie administrată de câte una dintre puterile învingătoare. Berlinul, deși aflat în mijlocul sectorului sovietic de ocupație, urma să fie împărțit în sectoare de ocupație după același principiu care a stat la baza divizării Germaniei în zone de ocupație. Cei trei aliați occidentali urmau să ocupe un teritoriu care urma să se constituie într-o enclavă în partea apuseană a Berlinului. În conformitate cu prevederile acordului, ocupația Berlinului avea să se încheie numai după ce toate cele patru puteri învingătoare erau de acord cu acest fapt. Această clauză nu se aplica și Germaniei ca întreg. Aliaților occidentali le era garantat un coridor aerian deschis către sectoarele lor de ocupație, iar autoritățile sovietice acceptau neoficial accesul pe șosele și calea ferată între Berlinul de Vest și Germania Apuseană. 
La început, acest aranjament oficial doar unul temporar, necesar unei mai bune administrări a orașului, părțile semnatare ale Acordului de la Potsdam căzând de acord ca Germania și Berlinul urmau să fie în scurtă vreme reunificate. Totuși, cum relațiile dintre aliații occidentali și Uniunea Sovietică au devenit tot mai tensionate, ajungându-se la declanșarea Războiului Rece, nu s-a mai ajuns la reunificarea administrațiilor Germaniei și a capitalei sale. În scurtă vreme, sectorul de ocupație sovietic pe de-o parte și cele trei sectoare de ocupație ale aliaților occidentali au avut două administrații separate. În 1948, sovieticii au încercat să rezolve în stil propriu problema, prin expulzarea aliaților occidentali, impunând o blocadă terestră împotriva sectoarelor occidentale ale Berlinului. Aliații occidentali au răspuns prin folosirea coridorului aerian garantat și au aprovizionat orașul printr-o acțiune care a devenit cunoscută ca Podul aerian al Berlinului. În mai 1949, sovieticii au ridicat blocada, iar existența Berlinului de Vest ca entitate separată a fost salvată. Până la sfârșitul anului aveau să fie create două state separate în Germania ocupată: Republica Federală Germania (Germania Apuseană) în zonele de ocupație ale aliaților occidentali și Republica Democrată Germană (Germania Răsăriteană) în zona de ocupație sovietică, Berlinul fiind o enclavă în RDG.

## Statutul legal
Ocupația Berlinului nu putea să înceteze decât printr-un acord al celor patru puteri învingătoare. Orașul a rămas, în accepțiunea occidentală, un teritoriul ocupat sub suveranitatea formală a aliaților. Sovieticii au declarat unilateral încheiată ocupația, odată cu proclamarea RDG-ului, dar acest act nu a fost recunoscut de aliații occidentali. 
Aceștia nu au recunoscut niciodată oficial autoritatea guvernului est-german asupra Berlinului de Est, recunoscând în schimb doar autoritatea Uniunii Sovietice în sectorul său de ocupație, în conformitate cu statutul de oraș aflat sub ocupație ca un întreg. Mai mult, cei trei aliați occidentali au protestat cu regularitate împotriva prezenței armatei est-germane în oraș, în mod special în momentul în care se desfășurau parade militare. În cele din urmă, în deceniul al optulea, puterile occidentale au înființat ambasade în Berlinul de Est, deși nu au recunoscut niciodată statutul de capitală al orașuluil, folosind în schimb termenul de "sediu al guvernului". 

## Perioada divizării orașului

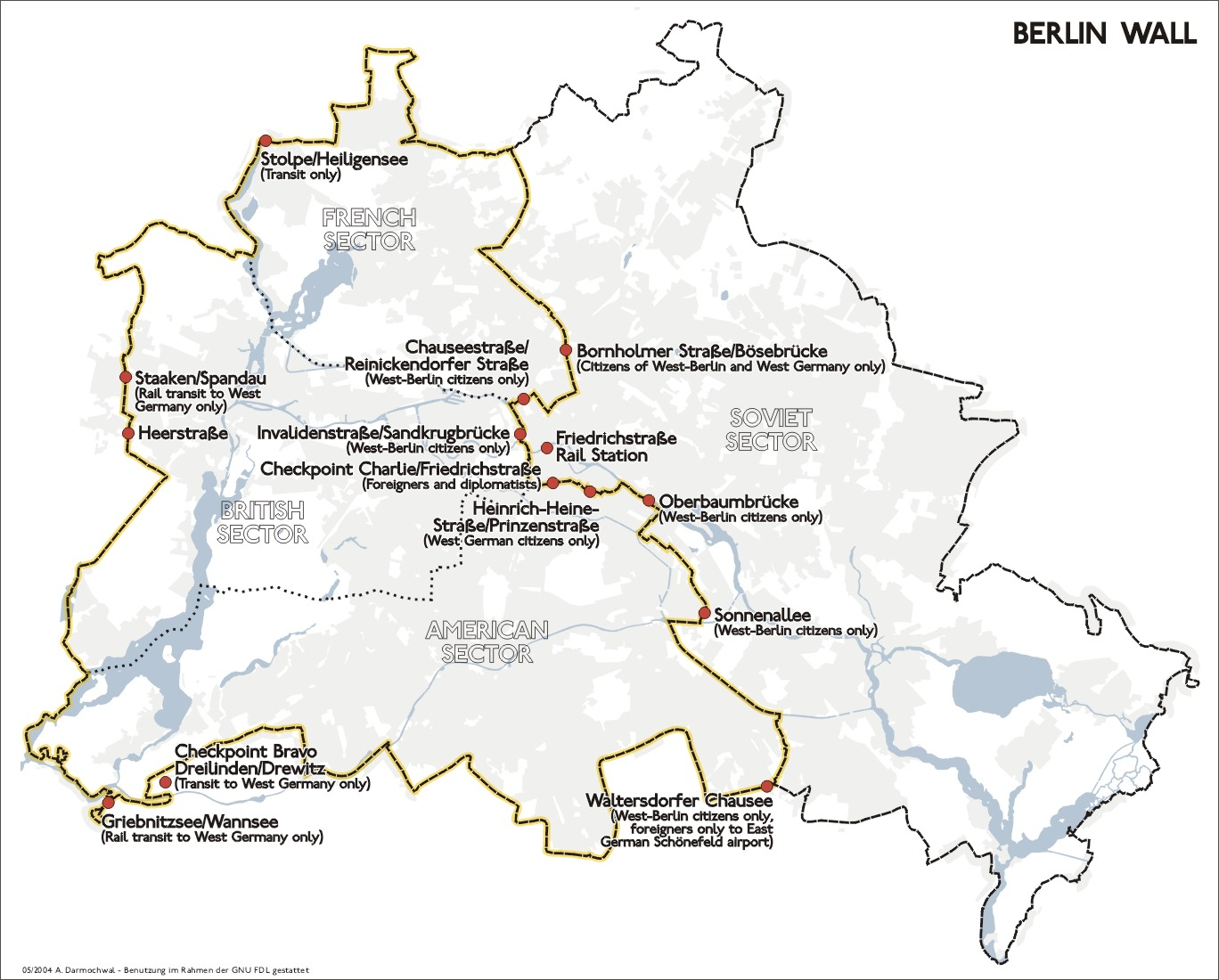
Hartă cu locațiile punctelor de trecere prin Zidul Berlinului.

Deși Berlinul de Vest era în mod oficial separat de Berlinul de Est după anul 1949, pentru mai mult de un deceniu a existat libertatea mișcării între cele două sectoare, și în multe privințe Berlinul a funcționat ca un oraș unitar. Rețelele metroului (U-Bahn) și ale metroului ușor (S-Bahn) berlinez, reconstuite după război, acopereau toate sectoarele de ocupație. Mulți berlinezi locuiau în una din jumătătile orașului și își aveau prietenii, slujbele sau familiile în cealaltă jumătate. 
Odată cu întețirea Războiului Rece, tot mai mulți est-germani au început să părăsească RDG-ul pentru a ajunge în RFG. Germania de Est a închis granițele cu Germania de Vest în 1952, dar nu a închis și granița din interiorul Berlinului. Datorită acestui fapt, cei care doreau să părăsească Germania Răsăriteană puteau folosi Berlinul drept punct de tranzit, pentru a ajunge în RFG. Tocmai pentru a opri această fugă, guvernul est-german a construit Zidul Berlinului, acesta separând din punct de vedere fizic Berlinul de Vest de restul Germaniei de Est. Construirea zidului a început pe 13 august 1961. Era încă posibil să călătorești între cele două jumătăti ale orașului pe calea aerului, folosind anumite căi ferate și autostrăzi special desemnate pentru acest scop, dar locuitorii celor două Berlinuri erau separați atât din punct de vedere legal, cât și din punct de vedere fizic. 
La Poarta Brandenburg în 1987, președintele american Ronald Reagan a lansat o provocare liderului sovietic din acea vreme: "Domnule Secretar-General Mihail Gorbaciov, dacă într-adevăr căutați pacea, dacă într-adevăr căutați prosperitatea pentru Uniunea Sovietică și Europa Răsăriteană, dacă într-adevăr căutați liberalizare, veniți aici la această poartă ! Domnule Gorbaciov, deschideți această poartă ! Domnule Gorbaciov, dărâmați acest zid !".
Pe 9 noiembrie 1989 a fost deschis zidul, iar cele două orașe au fost din nou unit din punct de vedere fizic, dacă nu și din punct de vedere legal. În cadrul discuțiilor din timpul Tratativelor doi plus patru, încheiate cu semnarea unor documente de către oficialii celor două state germane și ai celor patru puteri învingătoare în Al Doilea Război Mondial, s-au deschis căile legale pentru reunificarea Germaniei și încheierea ocupației militare a Berlinului de Vest. Pe 3 octombrie 1990, Berlinul de Vest și Berlinul de Est au fost unite într-un singur oraș, care a devenit mai apoi land al Germaniei reunificate, alături de celelalte teritorii ale fostei Germanii Răsăritene. Berlinul de Vest și cel de Est au încetat să existe din punct de vedere oficial. 
În momentul reunificării Germaniei, Berlinul de Est era compus din următoarele cartiere:
- Friedrichshain;
- Hellersdorf, Hohenschönhausen;
- Köpenick;
- Lichtenberg;
- Marzahn, Mitte;
- Pankow, Prenzlauer Berg;
- Treptow;
- Weißensee.

## Partea de est a Berlinului, azi
După reunificare, guvernul Germaniei a cheltuit sume mari de bani pentru reintegrarea celor două jumătăți ale orașului și pentru aducerea infrastructurii și serviciilor din fosta capitală est-germană la standardele existente în vestul Berlinului. În ciuda acestui fapt, diferențele dintre cele două jumătăți sunt încă evidente. Partea de est are un aspect diferit, în parte datorită supraviețuirii a numeroase fațade și străzi din perioada antebelică, și în parte datorită stilului urbanistic specific RDG-ist. Ca și în alte orașe ale fostei Germanii Răsăritene, numai un mic număr de străzi și-au păstrat numele care comemora eroi socialiști. Printre aceste străzi se numără Bulevardul Karl Marx, Piața Rosa Luxemburg și Strada Karl Liebknecht.

## Imagini din estul Berlinului

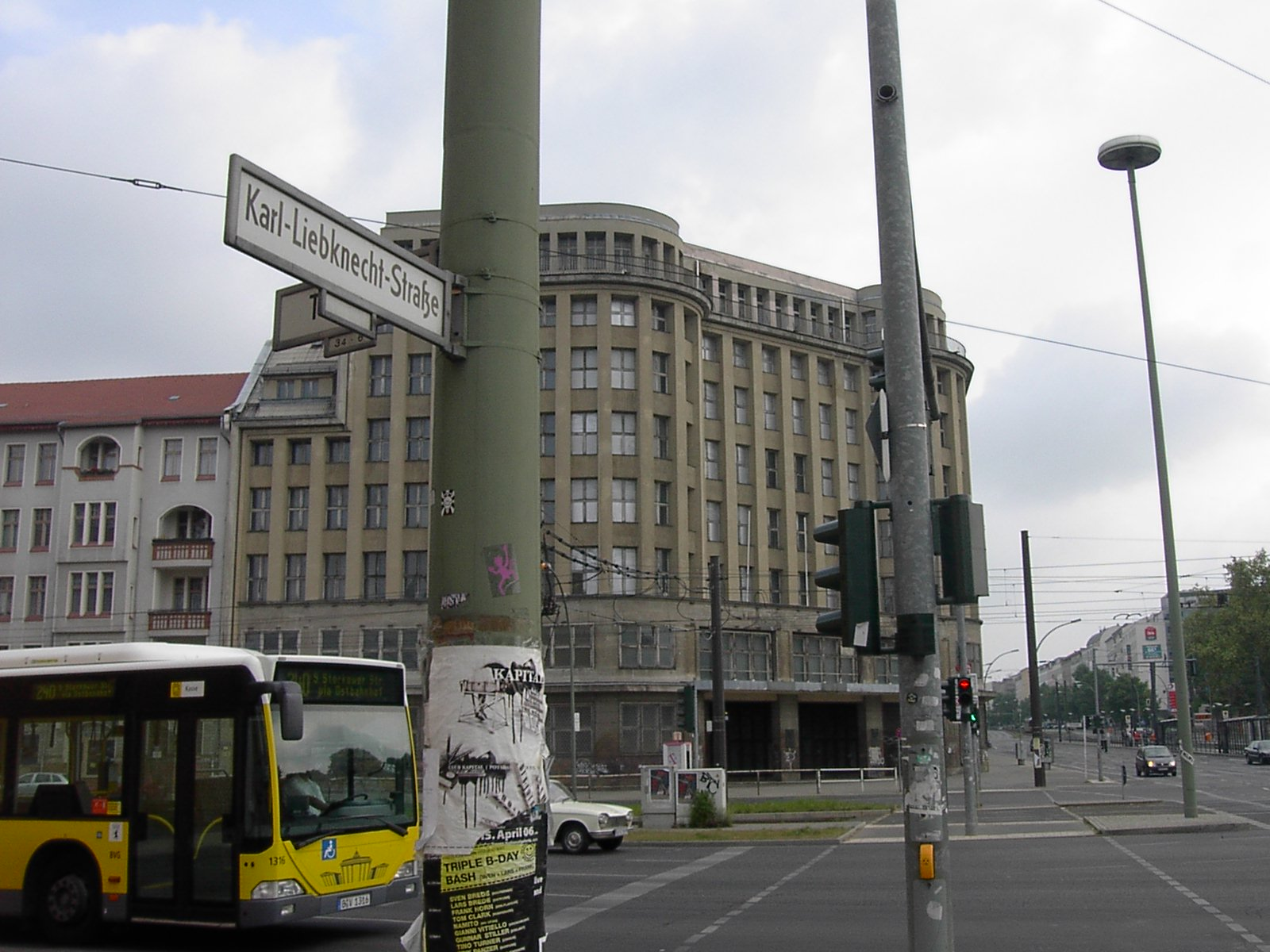
Strada Karl Liebknecht
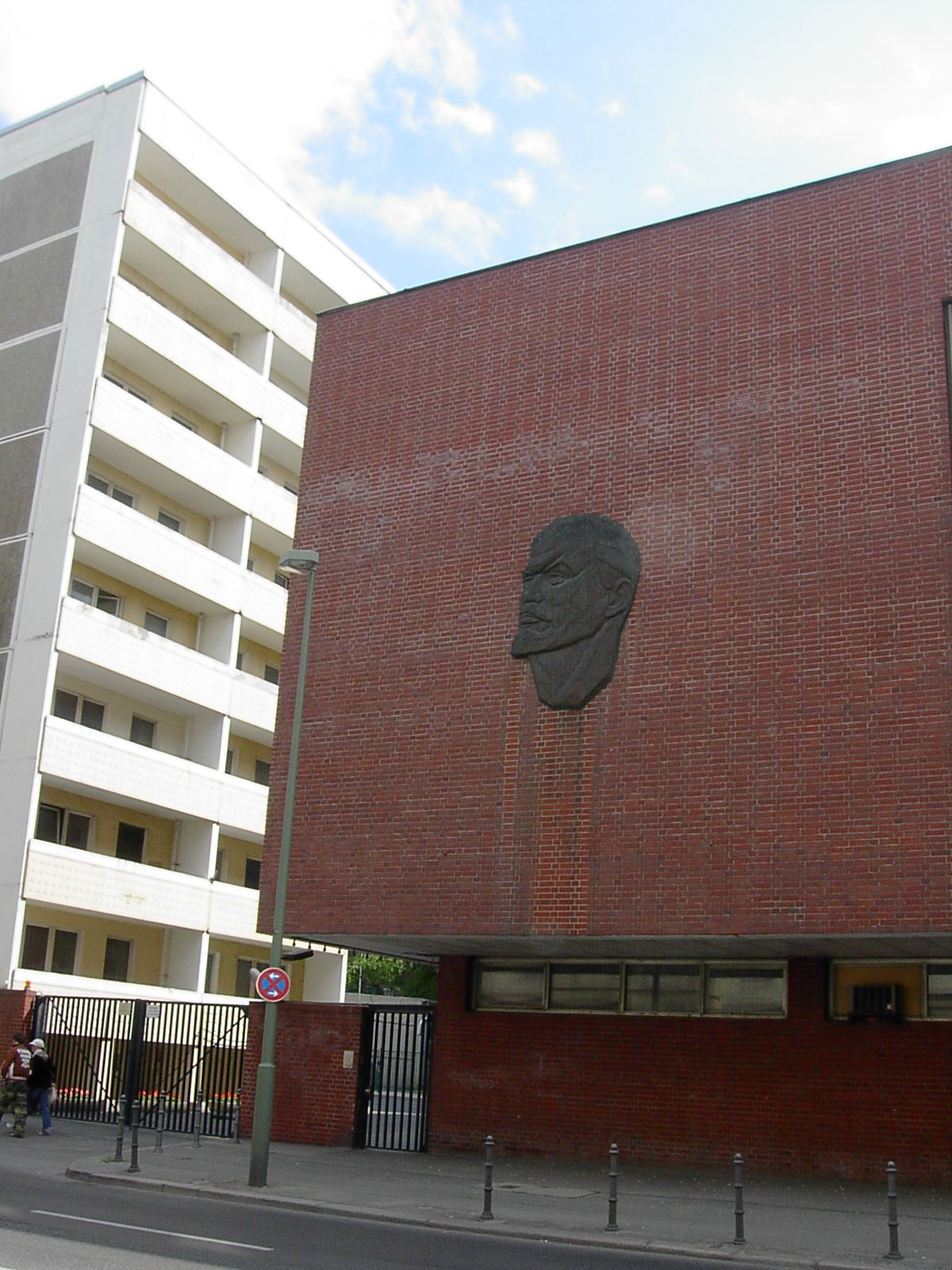
Basorelief al lui Lenin de pe Strada Wilhelm
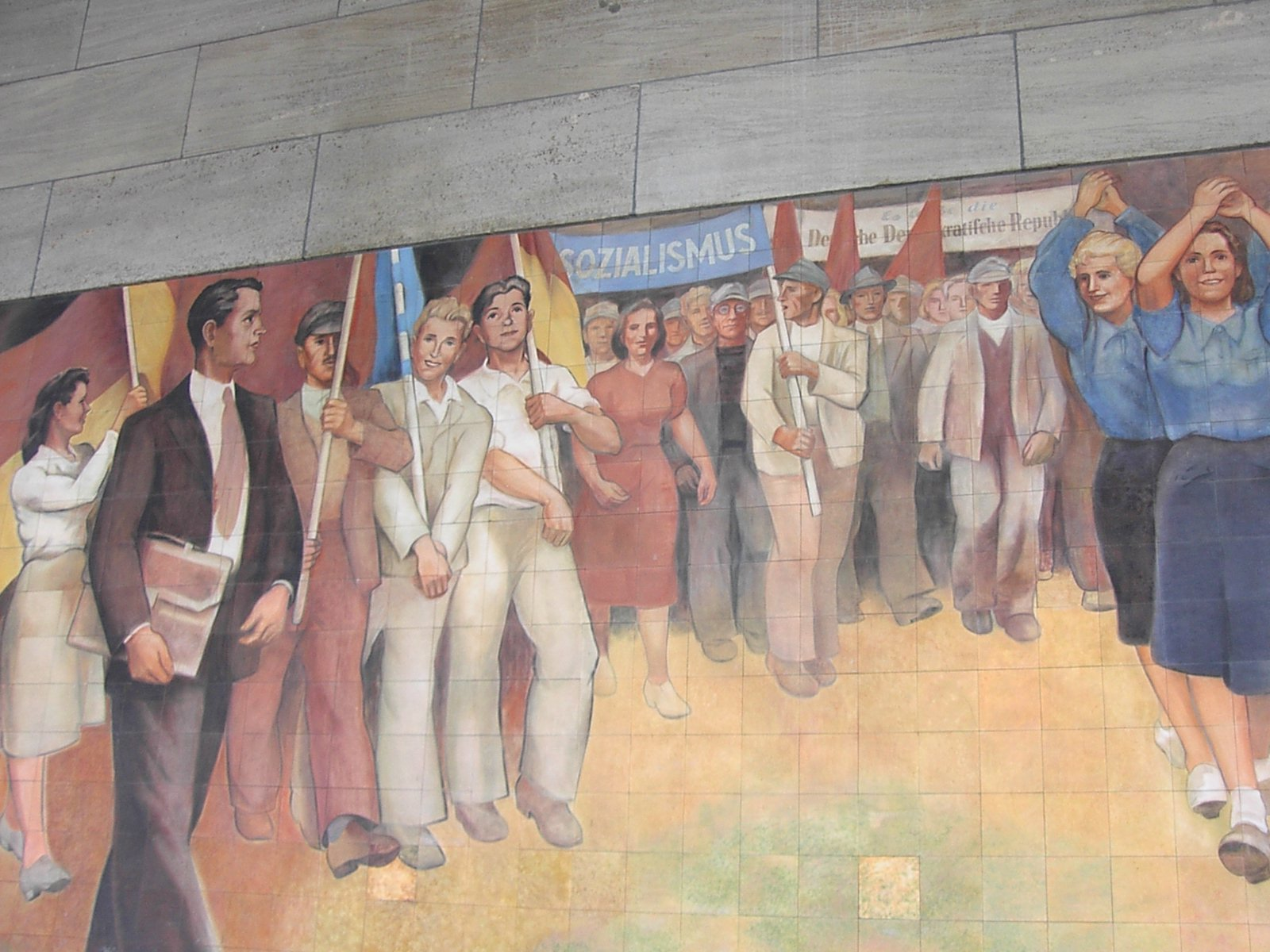
Fațada decorată în stilul socialist, cu porțelan de Meißen (Meissen), a fostului Consiliu de Miniștri al RDG-ului (Strada Leipziger)
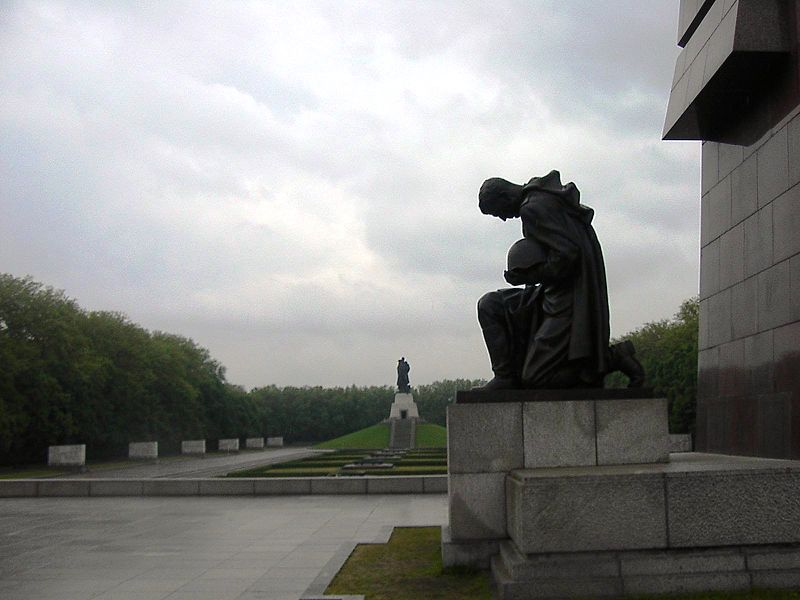
Memorialul soldaților sovietici din Parcul "Treptower"
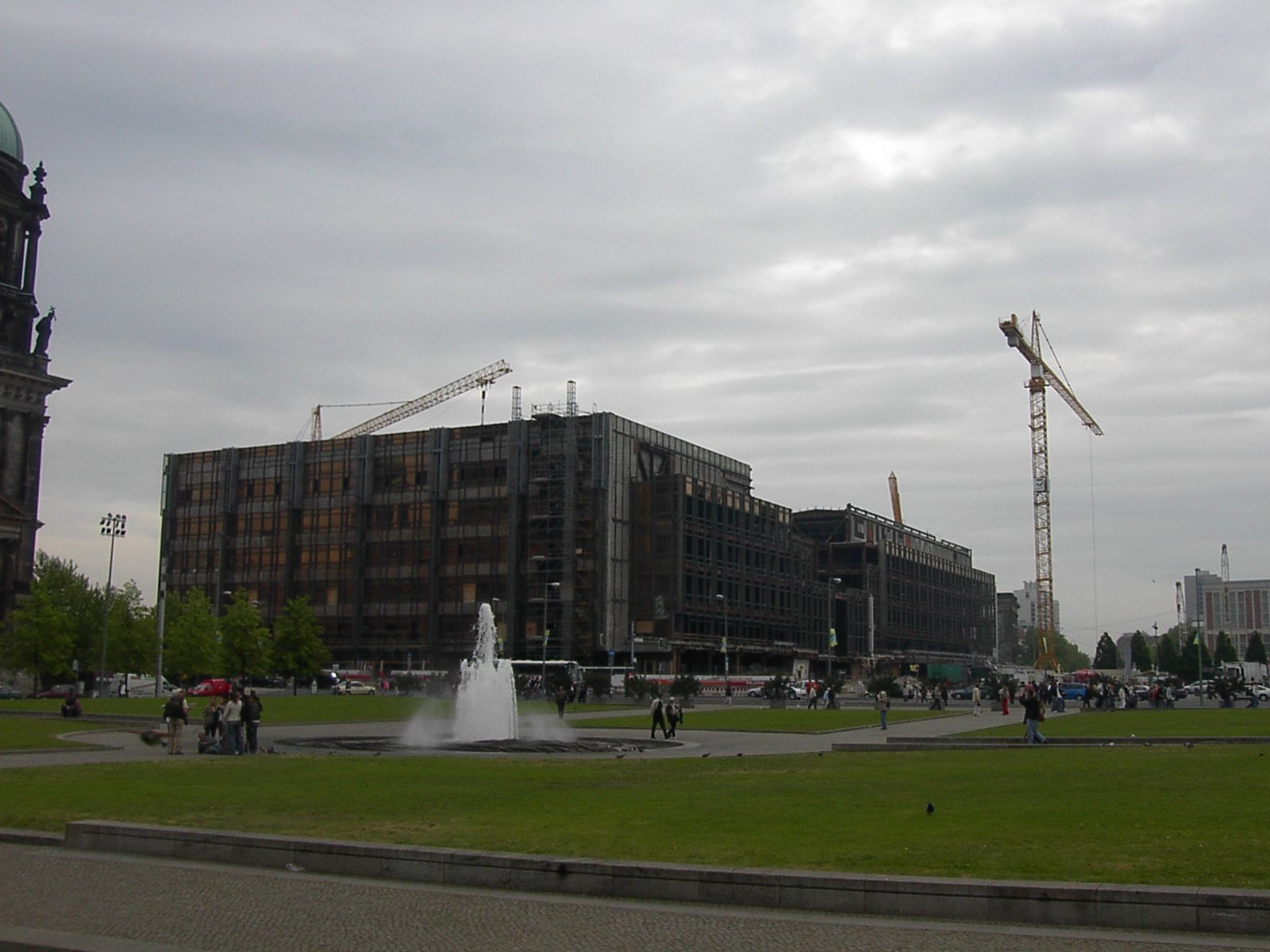
Grădina "Lust", în 2006
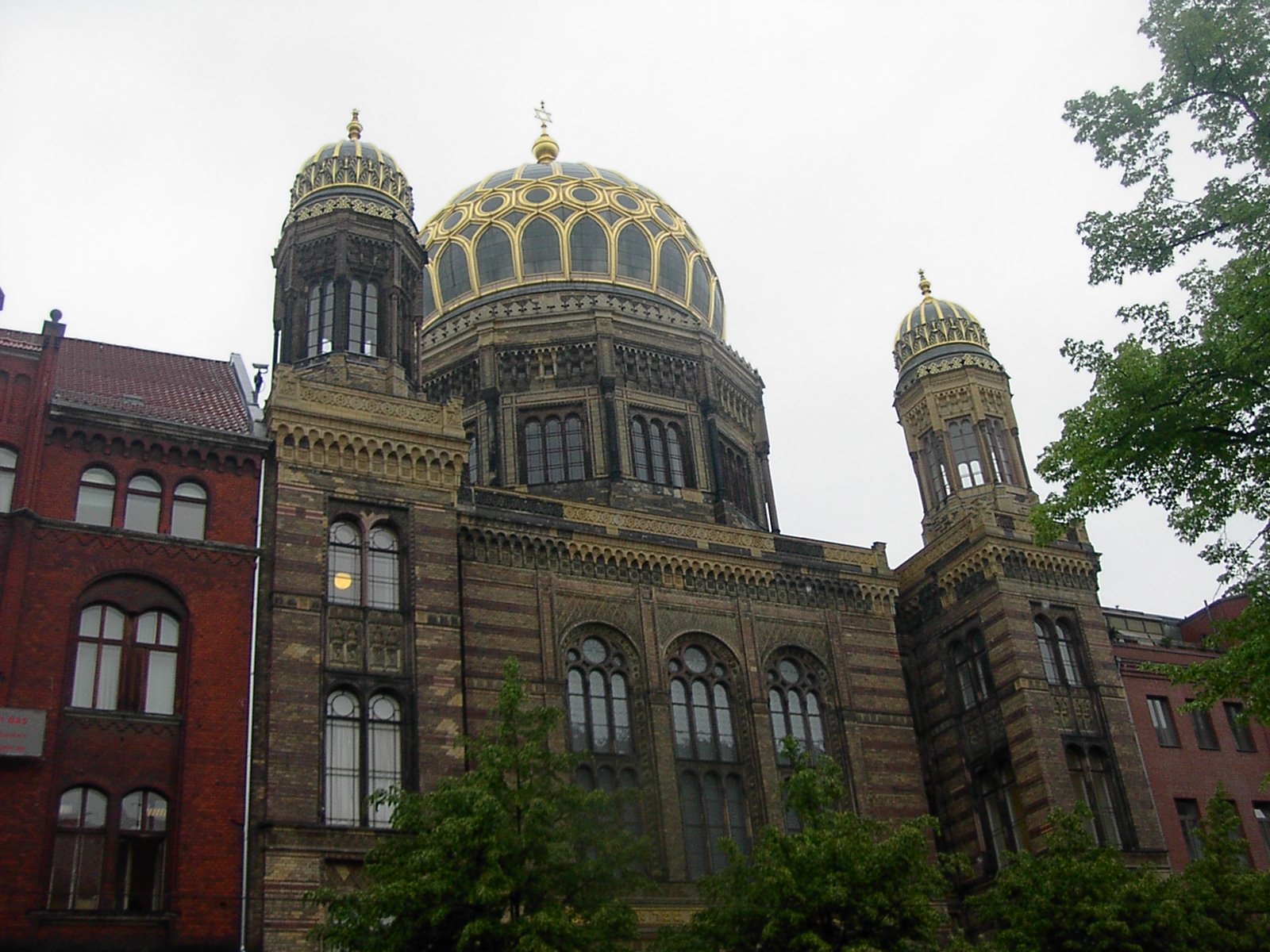
Noua Sinagogă, de pe Strada Oranienburger
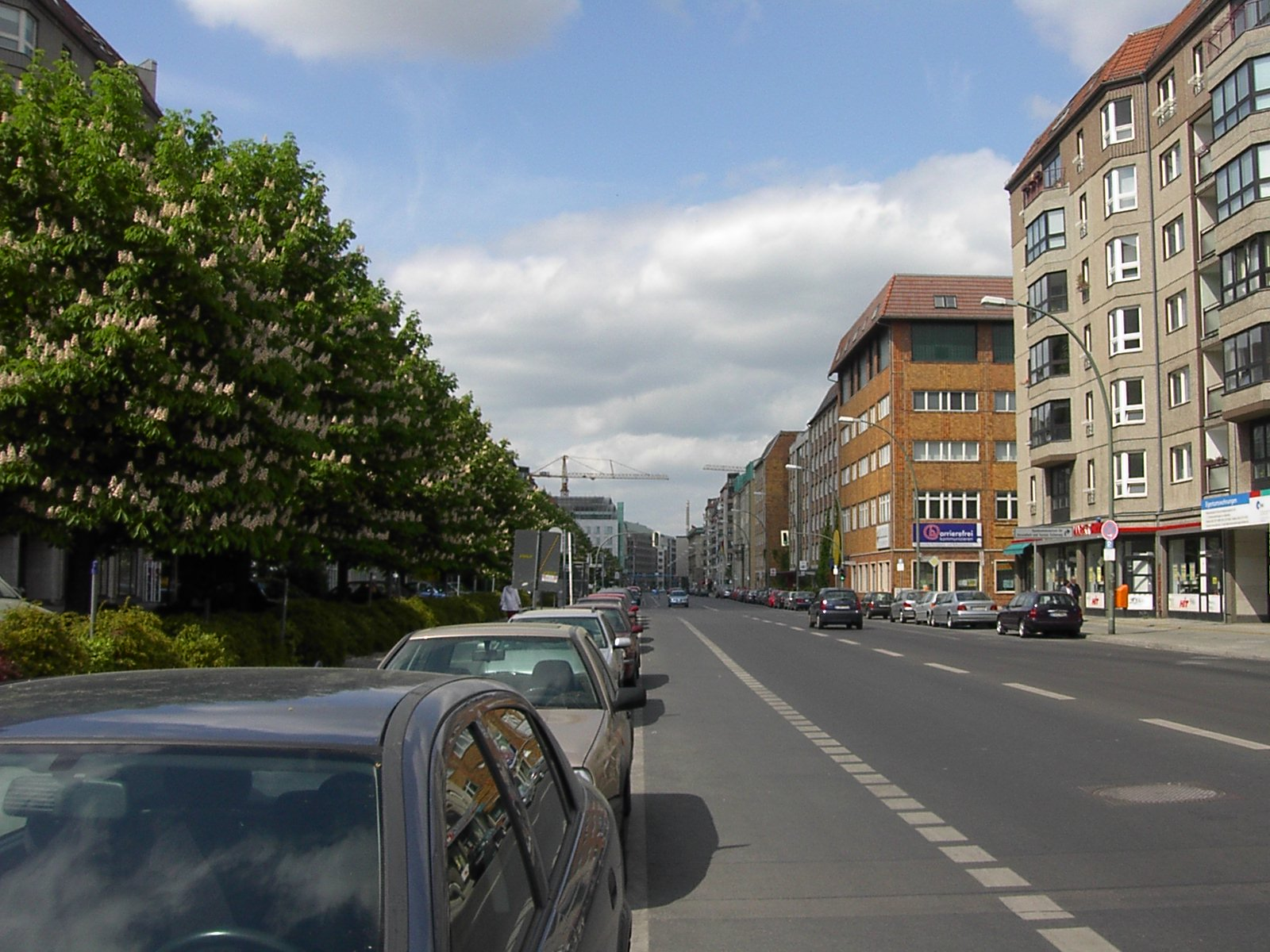
Blocuri de locuințe construite în perioada socialistă la sfârșitul deceniului al nouălea, de pe Strada Wilhelm
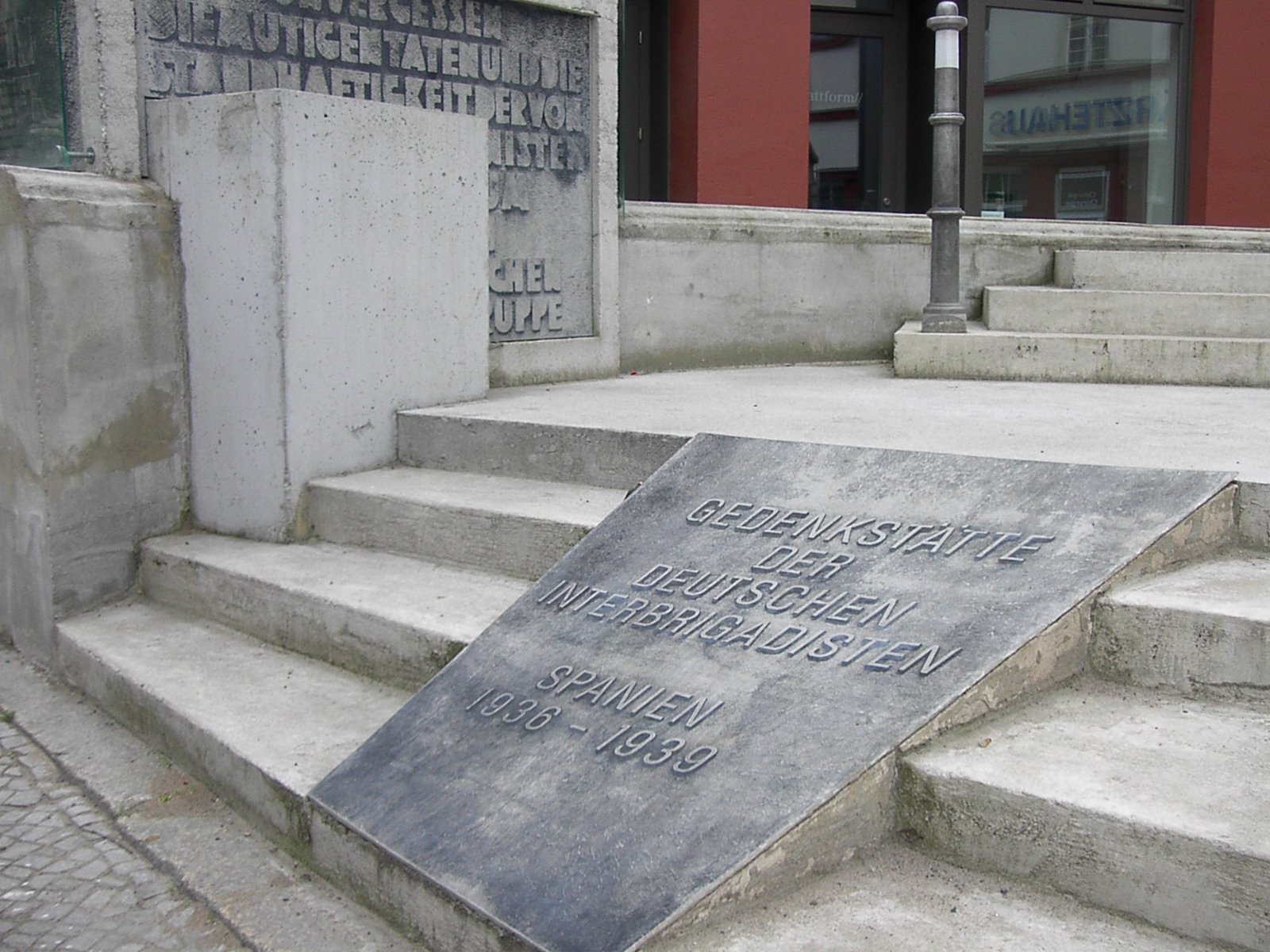
Memorialul Brigăzilor Internaționale din Spania (Războiul din 1936-1939)
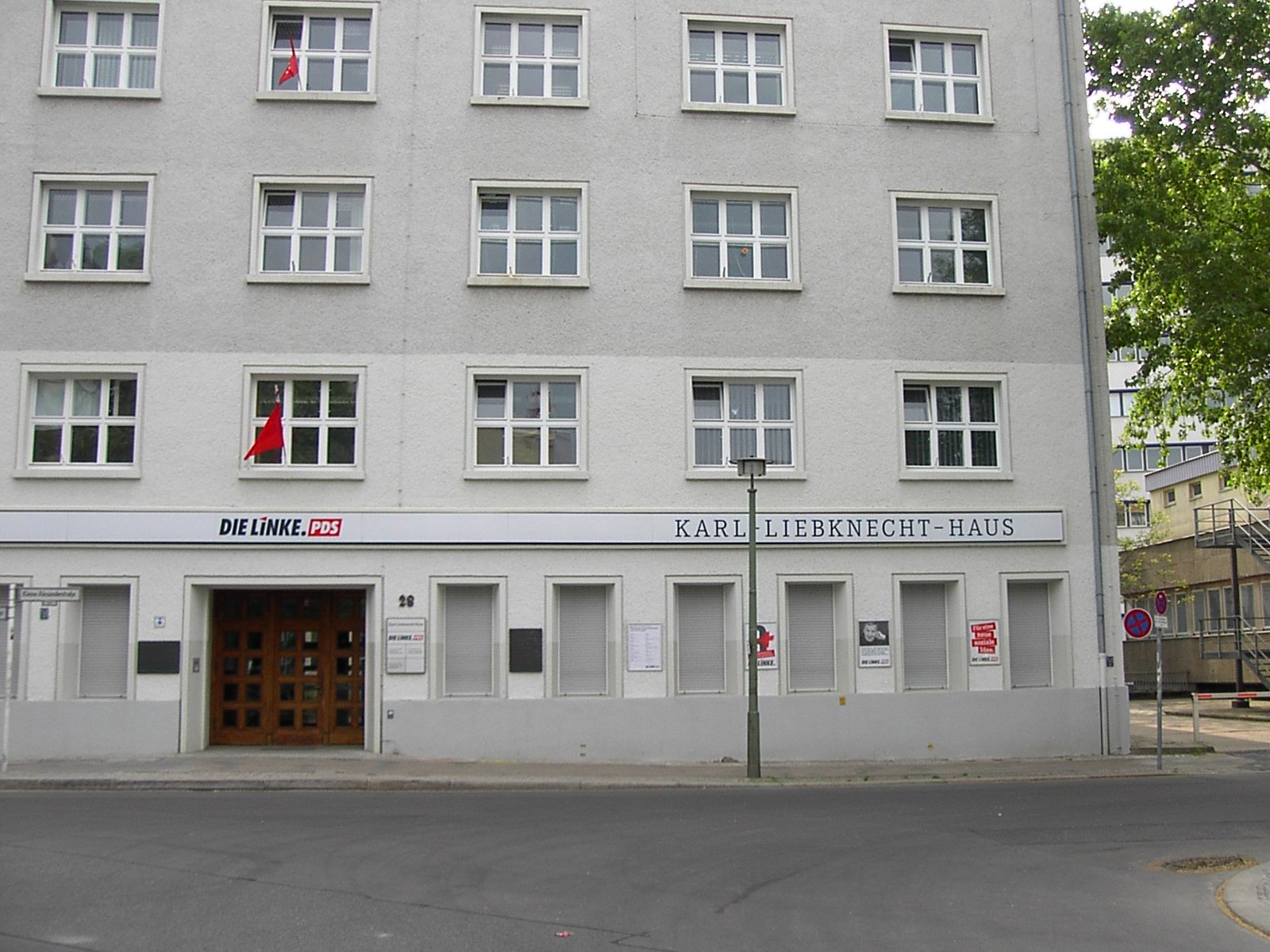
Casa "Karl Liebknecht", cartierul-general al comuniștilor din perioada interbelică
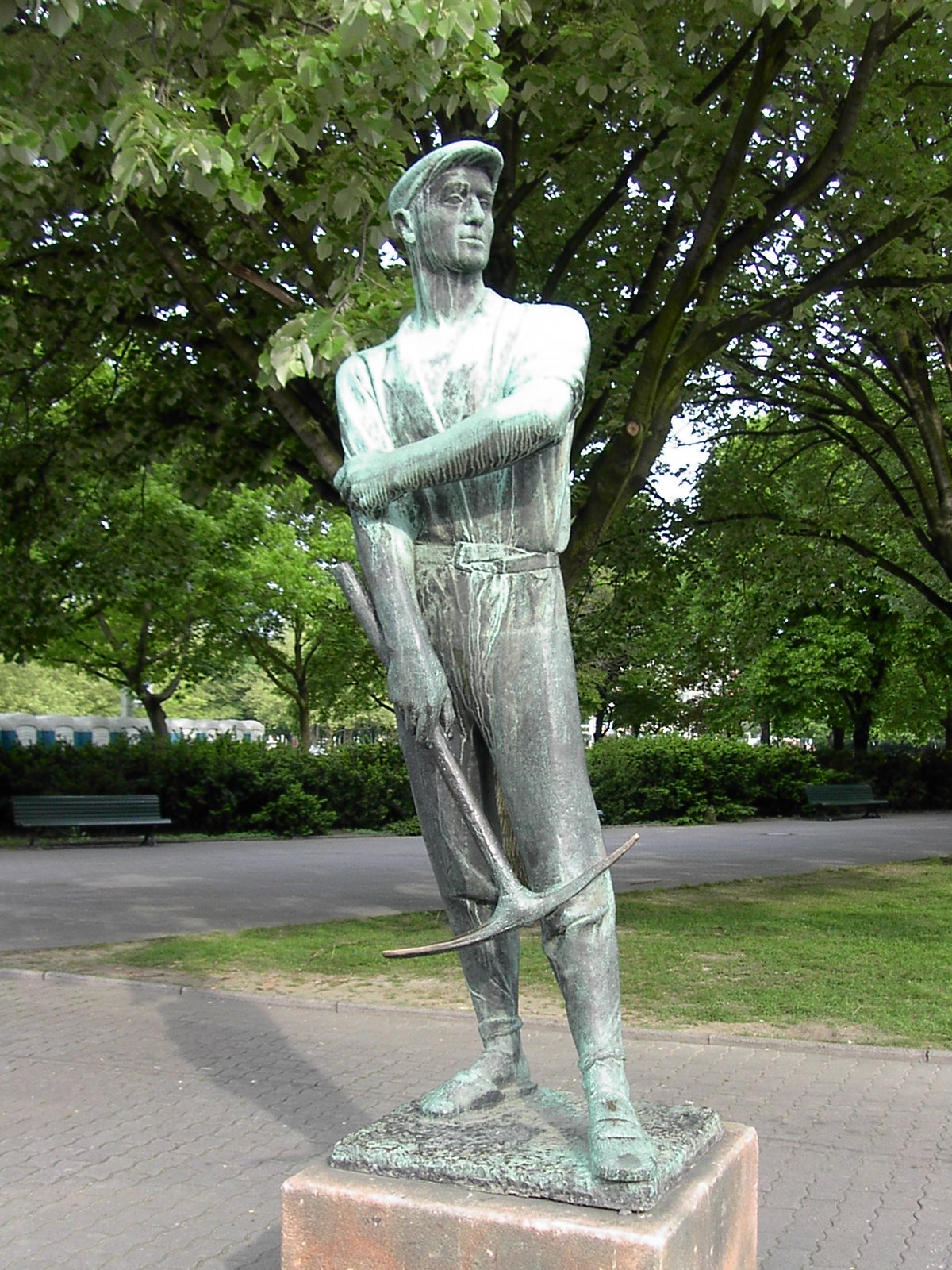
"Eroul proletar", din Piața Alexander
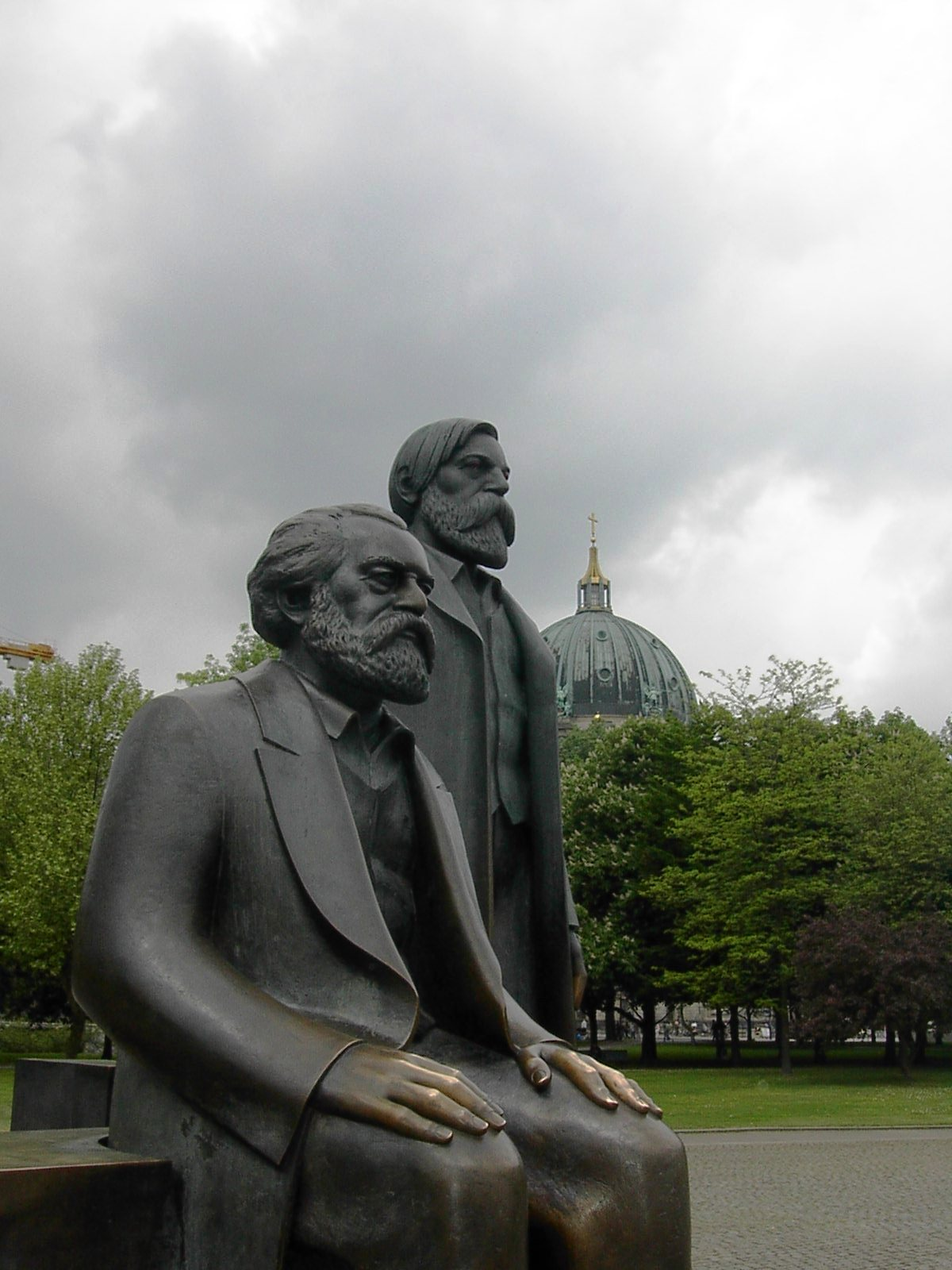
Statuile lui Marx și Engels, din Piața Alexander

## Personalități marcante
- Nora Tschirner, actriță și moderatoare TV